# Americká matematická společnost
Americká matematická společnost (anglicky American Mathematical Society, zkratkou AMS) je sdružení profesionálních matematiků ve Spojených státech amerických, jehož cílem je další rozvoj matematiky, ke kterému se snaží přispívat vědeckými konferencemi, publikováním i pravidelnými cenami a finančními odměnami.
Společnost vydává řadu časopisů a (spolu)udílí řadu matematických cen, například Wienerovu cenu za aplikovanou matematiku a Fulkersonovu cenu (tu ve spolupráci se Společností matematického programování).
V minulosti byla jedním z hlavních propagátorů typografického systému TeX, který pomohla prosadit jako standard v oblasti sázení matematických článků.

## Dějiny
Společnost byla založena v roce 1888 jako New York Mathematical Society (Newyorská matematická společnost) z popudu Thomase Fiskeho, na kterého při jeho návštěvě Anglie udělala dojem Londýnská matematická společnost. Fiske se stal prvním sekretářem společnosti a jejím prvním předsedou byl John Howard Van Amringe. Společnost se rozhodla začít vydávat odborný časopis, ale zpočátku se potýkala s určitým odporem, protože taková aktivita byla vnímána jako konkurenční k existujícímu American Journal of Mathematics. Proto začala časopis vydávat pod názvem Bulletin of the New York Mathematical Society. Fiske byl jeho redaktorem a navzdory názvu bulletin se ve skutečnosti jednalo odborný časopis. Časopis byl úspěšný a vedl jednak k nárůstu členů, jednak k založení Transactions of the American Mathematical Society a Proceedings of the American Mathematical Society, což byly opět fakticky odborné časopisy. V roce 1891 získala společnost první členku, Charlotte Scottovou, a v roce 1894 se stala celostátní společností a patřičně změnila název. V roce 1951 se společnost přestěhovala z New Yorku do Providence.